# Johan Jacob Kijk
Johan Jacob Kijk, född 23 september 1706 i Stockholm, död 3 februari 1777 i Tykö i Finland, var en svensk köpman och industriman, till stor del verksam i Finland.
Johan Jacob Kijk var son till guldsmeden Johan Ulrich Kick (Kickow) och Sofia Barbara Messman. Han var bodbetjänt hos klädeshandlaren Hans Schele i Åbo från juni 1722 och övertog ledningen för rörelsen efter Scheles bortgång 1729. Han erhöll 1730 burskap som köpman. Han grundade tillsammans med Johan Reinhard Heldt Finlands första tobaksfabrik, Heldska tobaksspinneriet i Åbo 1731.
Han ägnade sig åt ett flertal affärsverksamheter i Åbo, innan han 1743 efter att ha varit arrendator några år, inköpte Tykö bruk med jordegendomar av Claes Fleming. Efter hattarnas ryska krig renoverade han anläggningen och lyckades 1748 utverka rätt för Kirjakkalas stånghammare att mer än fördubbla produktionen. Malmen till Tykö masugn hämtades främst från Utö och Herräng i den svenska riksdelen, men Johan Jacob Kijk letade också utan att lyckas efter malm bland annat i Västlax på Kimitoön. 
Johan Jacob Kijk ivrade för skogsodling och var intresserad av jordbruk och boskapsskötsel. Han odlade tobak och inrättade ett schäferi med importerade spanska och engelska avelsdjur. 
Johan Jacob Kijk var i första äktenskapet gift 1734 med Hedvig Christina Schultz (1711–1735), i andra äktenskapet 1737 gift med Christina Bladh (1713–1739) och i tredje äktenskapet 1740 med Catharina Elisabet Grubb (1721–1788).